# Michael Lewis (kierowca wyścigowy)
Michael James Lewis (ur. 24 grudnia 1990 roku Laguna Beach, Kalifornia) – amerykański kierowca wyścigowy.

## Kariera

### Formuła BMW
Michael karierę rozpoczął w 2002 roku, od zawodów Midgets. Trzy lata później przesiadł się na pojazdy kartingowe. Startów na kartach zaprzestał w sezonie 2010.
W roku 2009 zadebiutował w serii wyścigów samochodów jednomiejscowych – Amerykańskiej Formule BMW. Lewis trzykrotnie stanął na podium, ostatecznie plasując się na 4. miejscu w ogólnej punktacji. Sezon później brał udział w europejskiej edycji tej serii. Amerykanin zaledwie dwukrotnie znalazł się w czołowej ósemce, a najlepszą lokatę uzyskał podczas pierwszego wyścigu, na włoskim torze Monza, gdzie zajął piątą pozycję. Ostatecznie sklasyfikowany został na 14. miejscu.

### Formuła 3
W sezonie 2011 Michael awansował do Włoskiej Formuły 3. Amerykanin sześciokrotnie meldował się w czołowej trójce, z czego trzykrotnie na najwyższym stopniu. Poza tym dwukrotnie sięgnął po pole position i trzy razy uzyskał najszybszy czas okrążeniu w wyścigu. Odnotowane wyniki zaowocowały tytułem wicemistrzowskim, ze stratą trzynastu punktów do Włocha Sergio Campany.
W 2012 roku Lewis wystartował w Formule 3 Euro Series oraz Europejskiej Formule 3. W obu tych seriach pięciokrotnie stawał na podium, ale w Euro Series zdołał jeden wyścig wygrać. Z dorobkiem odpowiednio 127 oraz 101 punktów uplasował się odpowiednio na 8 i 9 pozycji w klasyfikacji generalnej.
Na sezon 2013 Amerykanin podpisał kontrakt z KFZTeile24 Mücke Motorsport na starty w Europejskiej Formule 3. Z dorobkiem 23 punktów ukończył sezon na dziewiętnastej pozycji w klasyfikacji generalnej.

## Statystyki
| Sezon | Seria                                                        | Zespół                      | Wyścigi | Zwycięstwa | PP | NO | Podium | Punkty | Pozycja |
| ----- | ------------------------------------------------------------ | --------------------------- | ------- | ---------- | -- | -- | ------ | ------ | ------- |
| 2003  | Pomona Valley Quarter Midgets Association - Light 160 Honda  |                             |         |            |    |    |        |        | NS      |
| 2003  | Pomona Valley Quarter Midgets Association - Senior 120 Honda |                             |         |            |    |    |        |        | NS      |
| 2004  | Pomona Valley Quarter Midgets Association - Light 160 Honda  |                             |         |            |    |    |        |        | NS      |
| 2004  | Pomona Valley Quarter Midgets Association - Senior 120 Honda |                             |         |            |    |    |        |        | NS      |
| 2005  | Pomona Valley Quarter Midgets Association - Light 160 Honda  |                             |         |            |    |    |        |        | NS      |
| 2005  | Pomona Valley Quarter Midgets Association - Light B          |                             |         |            |    |    |        |        | NS      |
| 2005  | Pomona Valley Quarter Midgets Association - Senior 120 Honda |                             |         |            |    |    |        |        | NS      |
| 2009  | Amerykańska Formuła BMW                                      | EuroInternational           | 14      | 0          | 0  | 0  | 3      | 111    | 4       |
| 2009  | Formuła BMW Pacyfik                                          | EuroInternational           | 4       | 0          | 0  | 0  | 1      | 0      | NS†     |
| 2010  | Europejska Formuła BMW                                       | EuroInternational           | 16      | 0          | 0  | 0  | 0      | 83     | 14      |
| 2010  | Formuła BMW Pacyfik                                          | EuroInternational           | 6       | 0          | 0  | 2  | 4      | 0      | NS†     |
| 2010  | Toyota Speedway S2                                           | High Point Racing           | 1       | 0          |    |    | 1      | 48     | 15      |
| 2011  | Włoska Formuła 3                                             | Prema Powerteam             | 16      | 3          | 2  | 3  | 6      | 136    | 2       |
| 2012  | Europejska Formuła 3                                         | Prema Powerteam             | 20      | 0          | 0  | 2  | 5      | 101    | 9       |
| 2012  | Formuła 3 Euro Series                                        | Prema Powerteam             | 24      | 1          | 0  | 1  | 5      | 127    | 8       |
| 2012  | Masters of Formula 3                                         | Prema Powerteam             | 1       | 0          | 0  | 0  | 0      | N/A    | 8       |
| 2013  | Masters of Formula 3                                         | KFZTeile24 Mücke Motorsport | 1       | 0          | 0  | 0  | 0      | N/A    | 12      |
| 2013  | Europejska Formuła 3                                         | KFZTeile24 Mücke Motorsport | 24      | 0          | 0  | 0  | 0      | 23     | 19      |

† – Lewis nie był zaliczany do klasyfikacji.